# Wondeok-eup
Wondeok-eup (koreanska: 원덕읍) är en köping i kommunen Samcheok i  provinsen Gangwon i den nordöstra delen av Sydkorea,  210 km öster om huvudstaden Seoul.